# JPMorgan Chase
« JP Morgan » redirige ici.  Pour l'homme d'affaires, voir John Pierpont Morgan.
Pour les articles homonymes, voir Chase et Morgan.
 JPMorgan Chase & Co., cotée sur le NYSE (ticker : JPM), est une holding financière, née de la fusion entre la Chase Manhattan Bank et J.P. Morgan & Co. en janvier 2001. Le siège social du groupe est à New York, les sièges sociaux des activités de banque de détail et de banque commerciale sont situés à Chicago. Elle est la plus grande banque des États-Unis et figure parmi les plus importantes du monde, avec un total de bilan de 2 513 milliards $US en actifs, une valeur de marché de 306,6 milliards $US, et des opérations dans plus de 60 pays. La firme est un leader dans la banque d'investissement, les services financiers pour les particuliers et les entreprises, les transactions financières, le marché des CDS et des produits dérivés, la gestion d'actifs, la banque privée et le capital-investissement. Elle possède le deuxième plus gros hedge funds des États-Unis et du monde. JPMorgan Chase compte plus de 90 millions de clients. Elle a d'importants bureaux aux États-Unis, au Royaume-Uni (Bournemouth, Londres, Glasgow) et Tokyo. Elle regroupe de nombreuses institutions financières renommées telles que JP Morgan, Chase Manhattan, Chemical, Manufacturers Hanover, Bank One, First Chicago, National Bank of Detroit. Elle est, d'après le Forbes Global 2000 de 2017, la quatrième entreprise mondiale.
Jusqu'à sa fermeture en 2019, le siège de l'entreprise était situé au 270 Park Avenue à New York. En l'attente de la reconstruction d'un nouveau gratte-ciel plus grand à cette même adresse, le siège social a été déplacé au 383 Madison Avenue.

## Histoire
J.P. Morgan Chase & Co est le fruit d'une multitude de fusions et combine quatre des plus grandes et vieilles institutions financières de New York : JP Morgan, Chase, Chemical et Manufacturers Hanover. Le plus ancien prédécesseur a été fondé en 1799.

### Chemical Banking Corporation
La New York Chemical Manufacturing Company a été fondée en 1823, comme fabricant de produits chimiques. En 1824, la firme change ses statuts pour offrir des services bancaires et crée la Chemical Bank of New York. En 1851, la banque est séparée de sa société mère et grossit par une série d'acquisitions, les plus notables étant celles avec la Corn Exchange Bank, la Texas Commerce Bank et la Manufacturer's Hanover Trust Company (dite Manny Hanny) en 1991, ce qui en fait alors la deuxième plus grande banque des États-Unis. En 1996, la société rachète la Chase Manhattan Corporation et prend ce nom. C'est alors la plus grande banque américaine. En 2000, l'entreprise acquiert JPMorgan & Co. et change son nom : JPMorgan Chase & Co. La nouvelle banque conserve le siège historique de la Chemical Bank et la plupart de son équipe dirigeante.

### Bank One Corporation
En 1995, la First Chicago Corporation rachète la maison mère de la National Bank of Detroit, NBD Bancorp, pour former la First Chicago NBD, la plus importante banque du Midwest. La First Chicago NBD est reprise en 1998 par Banc One Corporation, pour former la Bank One Corporation, qui reprend également la même année la First Commerce Corporation, basée en Louisiane, pour devenir la plus importante banque du Midwest, la quatrième plus importante banque des États-Unis et le plus important émetteur de cartes de crédit Visa au monde. Bank One Corp est reprise par JP Morgan Chase en juillet 2004.

### Chase Manhattan Corporation
La Chase Manhattan Bank est formée par le rachat en 1955 de la Chase National Bank (créée en 1877) par la Bank of Manhattan (créée en 1799). Dirigée par David Rockefeller durant les années 1970 et 1980, la Chase Manhattan Bank a été l'une des banques américaines les plus prestigieuses. Malmenée par l'effondrement de l'immobilier dans les années 1990, la Chase Manhattan Corporation est rachetée en 1996 par la Chemical Bank.

### JP Morgan & Co
Drexel, Morgan & Co, d'abord connue sous le nom de House of Morgan, est créée en 1871 à New York par John Pierpont Morgan et Anthony J. Drexel. Elle succède à la banque J.S. Morgan & Co., fondée par Junius Spencer Morgan, père de John Pierpont. Drexel, Morgan & Co devient J.P. Morgan & Co. en 1895.
Un attentat à Wall Street devant cette banque le 16 septembre 1920 fait 38 morts.
Conformément au Glass-Steagall Act de 1933, la House of Morgan est scindée en trois entités : JP Morgan & Co comme banque de dépôt, Morgan Stanley comme banque d'investissement en interne, et Morgan Grenfell pour certaines activités en dehors des États-Unis, en l'occurrence à Londres.
En 1959, la banque fusionne avec le Guaranty Trust Company of New York pour former le Morgan Guaranty Trust, avant de reprendre le nom de JP Morgan & Co en 1988.[réf. nécessaire]
Les bureaux français de JPMorgan Chase se trouvent au no 14, place Vendôme, en face du ministère de la Justice, dans un hôtel particulier acheté par la banque en 1916.

### Années 2000
Au début des années 2000, après le krach boursier de 2001-2002 qui sanctionne la fin de la bulle Internet et sur les télécoms, JPMorgan Chase se voit rappeler les difficultés du métier de banque d'affaires : c'est l'une des dix grandes banques d'investissement à avoir signé un compromis à 1,4 milliard $US sur la question de l'indépendance de l'analyse financière, via l'accord amiable d'avril 2003, avec la SEC et la National Association of Securities Dealers.
En 2004, JPMorgan Chase & Co. a racheté Bank One de Chicago, intégrant alors son président général Jamie Dimon en tant que directeur des opérations. Il est alors désigné comme le successeur du CEO de JPMorgan : William B. Harrison, Jr.. Dimon se lance dès lors dans une stratégie de réduction des coûts et place plusieurs dirigeants de Bank One sur des postes clés. La même année, elle a acquis la société britannique Cazenove spécialisée en recherche financière.
En mars 2008, JPMorgan apporte des liquidités à la banque The Bear Stearns Companies Inc., au bord de la faillite à la suite de la crise des subprimes. Dans les jours qui suivent, elle annonce sa volonté de la racheter en offrant 2 $ l'action, offre qu'elle réévalue ensuite à 10 $ l'action, et acquiert ainsi la cinquième banque d'affaires américaine.
Toujours en 2008, en pleine crise financière, elle rachète la sixième banque commerciale américaine, Washington Mutual, pour 1,9 milliard de dollars. Ce rachat a été effectué sous l'égide du Federal Deposit Insurance Corporation. Ce rachat permet à la JP Morgan Chase & Co d'étendre son réseau à travers la Californie, la Floride, l'État de Washington, mais aussi la Géorgie, l'Idaho, le Nevada, l'Oregon. Et ainsi de détenir le deuxième plus important réseau bancaire des États-Unis, couvrant 42 % de la population.
Le 26 février 2009, JPMorgan Chase a annoncé la suppression de 12 000 emplois à la suite de l'absorption de Washington Mutual.

### Années 2010

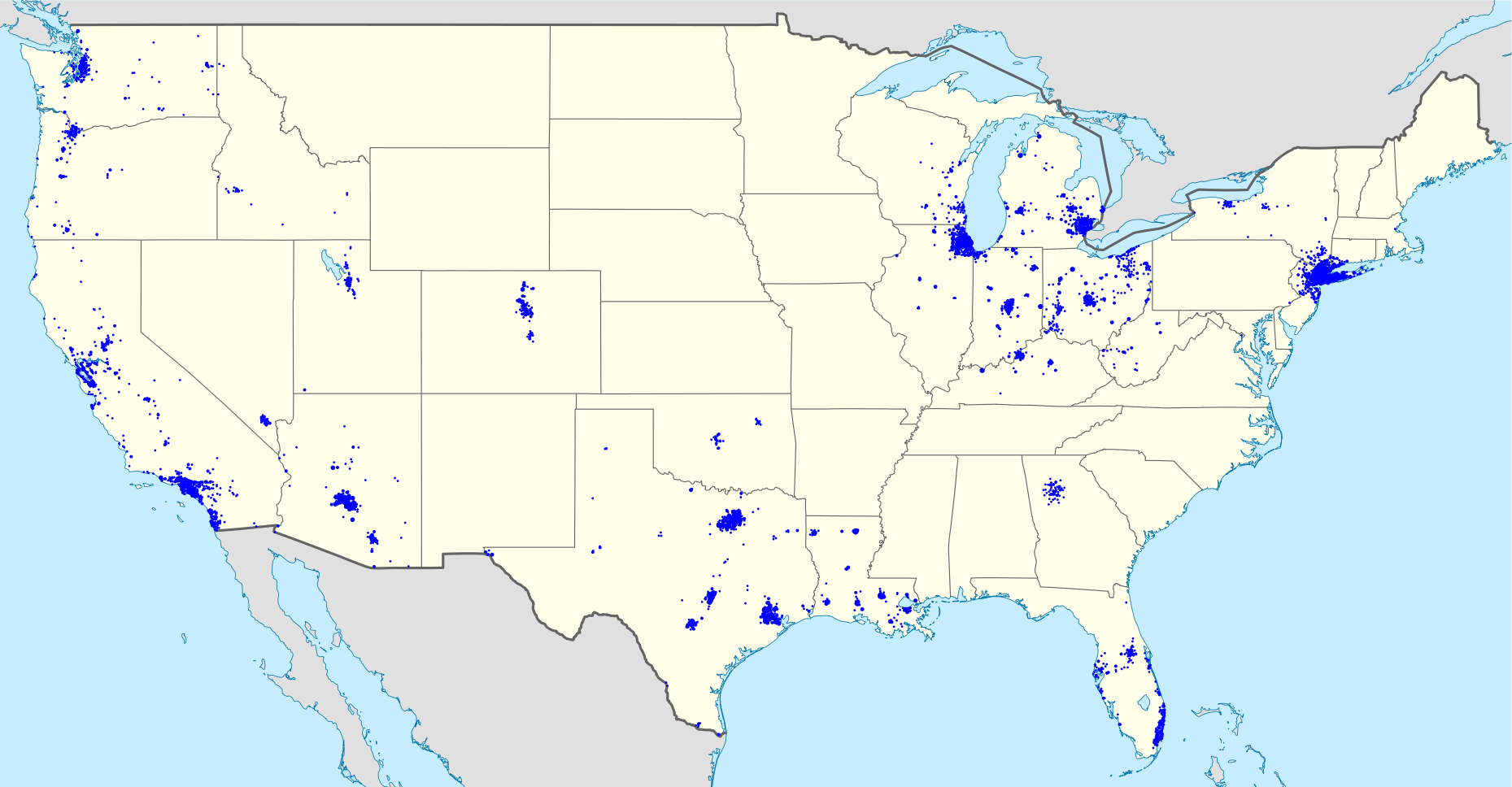
Carte des implantations de JPMorgan Chase en 2010.

En février 2010, JPMorgan Chase & Co rachète pour 1,7 milliard de dollars RBS Sempra, un spécialiste du marché des matières premières (pétrole, gaz, électricité, métaux...), filiale à 51 % de Royal Bank of Scotland et à 49 % du groupe d'énergie Sempra Energy. JPMorgan Chase & Co complète ainsi des activités acquises lors du rachat de Bear Stearns en 2008 et de la filiale canadienne d'UBS en 2009. Et devient l'un des quatre principaux acteurs de ce marché aux côtés de Goldman Sachs, Morgan Stanley et Barclays.
L'agence de notation Standard and Poor's a abaissé la note de la Banque en novembre 2011.
En février 2012, JPMorgan Chase avec Wells Fargo, Citigroup, Bank of America, Ally Financial paient une amende commune de 25 milliards de dollars due à des saisies immobilières irrégulières.
Le 10 mai 2012, la banque annonce avoir perdu près de 2 milliards de dollars en raison du placement d'un trader français, Bruno Michel Iksil, basé à Londres. Cette information a soulevé des questions concernant les mécanismes de maîtrise des risques mis en place par la banque d'investissement.
En novembre 2013, JP Morgan annonce la suppression de 15 000 emplois dont 11 000 dans sa branche hypothécaire, cela visant à réduire ses effectifs gonflés par les saisies importantes de la crise financière.
En novembre 2013, JP Morgan annonce un accord sous forme d'amende de 13 milliards de dollars avec le ministère de la justice, du logement et les procureurs des États de New York et de Californie, pour arrêter les poursuites judiciaires liés à la crise des subprimes, poursuites judiciaires en grande partie liées à Bear Stearns et à Washington Mutual, rachetées alors qu'elles étaient en difficultés. Cet accord fait suite à une série de poursuites judiciaires qui touchent les grandes banques américaines. Ainsi toujours en novembre 2013, JP Morgan a également dû payer 4,5 milliards de dollars à une série d'institutions financière dont Goldman Sachs, ING et BlackRock, pour solder un conflit qui les opposait.
En janvier 2014, JPMorgan Chase paie une amende de 1,7 milliard dans le cadre de l'affaire Madoff.
En mars 2014, JPMorgan Chase vend pour 3,5 milliards de dollars en cash sa branche spécialisée dans le commerce de matières premières à Mercuria.
En juillet 2014, JPMorgan Chase est victime d'un piratage informatique. Les informations personnelles de plus de 83 millions de clients et 7 millions d’entreprises sont dérobées.
En novembre 2014, après une enquête de la Financial Conduct Authority (Royaume-Uni), de la Finma (Suisse), de la Commodity Futures Trading Commission (États-Unis) et de l'Office of the Comptroller of the Currency (États-Unis), Bank of America, Citigroup, HSBC, JP Morgan Chase, Royal Bank of Scotland et UBS paient une amende de 4,2 milliards de dollars dans le cadre d'ententes pour manipuler le cours du Libor, un indice de taux de change.
En mai 2015, JP Morgan Chase annonce 5 000 suppressions de postes (soit environ 2 % de sa masse salariale) avant 2016, dans un plan de réduction des coûts de 5 milliards de dollars qui doit s'achever en 2017, dont 2 milliards dans la banque de détail avec la suppression de 300 agences et 2,7 milliards dans la banque d'investissement. La banque d’affaires est condamnée en décembre 2017 par la Cour d’appel de Paris pour défaut de conseil.

### Années 2020
Une étude interne intitulée Risky business : the climate and macroeconomy, réalisée par les économistes David Mackie et Jessica Murray, a fait l'objet d'une fuite au début de l'année 2020. Le rapport, daté du 14 janvier 2020, affirme que dans le cadre de notre trajectoire actuelle non durable « nous ne pouvons pas exclure des résultats catastrophiques où la vie humaine telle que nous la connaissons est menacée »,.
En septembre 2020, la justice américaine fixe une amende de 920 millions de dollars à la banque à la suite d'enquêtes menées pour suspicions de spoofing : une technique de manipulation boursière menée par la banque pendant huit ans.
En octobre 2020, JPMorgan lance les premières transactions de sa crypto-monnaie baptisée JPM Coin, qui utilise la technologie blockchain pour faciliter le transfert de paiements entre les banques et les institutionnels.
En janvier 2021, la banque américaine annonce la création de Chase : une banque de détail en ligne destinée au marché britannique. 
En avril 2021, JPMorgan Chase annonce qu’il va consacrer une enveloppe de plus de 2 500 milliards de dollars au financement de projets lié au changement climatique et au développement durable au cours des dix prochaines années.
En juin 2021, JPMorgan annonce l'acquisition d'une participation de 40 % dans C6 Bank, une start-up bancaire brésilienne créée en 2019 et ayant 7 millions de clients au Brésil, pour un montant non dévoilé.
En septembre 2021, JPMorgan annonce l'acquisition de 75 % de la filiale de paiement financière de Volkswagen pour un montant non dévoilé.
En mai 2023, les autorités américaines ont pris le contrôle de First Republic Bank et ont revendu la quasi-totalité de celle-ci à JPMorgan Chase, la FDIC prenant à sa chargé une perte estimé à 13 milliards de dollars,.
En juillet 2025, JPMorgan annonce son intention de proposer à ses clients des prêts garantis par des crypto-monnaies, telles que le Bitcoin ou l’Ethereum. Cette initiative s’inscrit dans un contexte d’ouverture progressive des grandes banques aux crypto-actifs, alors que la banque avait historiquement adopté une position critique à leur égard. Selon le Financial Times, les clients pourront utiliser leurs avoirs en cryptomonnaie comme garanti pour des prêts bancaires, au même titre que des actions ou des biens matériels.

## Données financières
| Année                   | 2005    | 2006    | 2007   | 2008   | 2009    | 2010    |
| ----------------------- | ------- | ------- | ------ | ------ | ------- | ------- |
| Chiffre d'affaires      | 54 533  | 61 437  | 71 400 | 67 300 | 108 600 | 100 434 |
| Résultat d'exploitation | 13 740  | 22 218  |        |        |         | 48 082  |
| Résultat net            | 8 483   | 14 444  | 15 400 | 5 600  | 11 700  | 11 728  |
| Personnel               | 168 847 | 174 360 |        |        |         | 222 316 |

En 2012, le bilan comptable de la banque est estimé entre 2 300 et 4 000 Md$.

## Actionnaires
Liste des principaux actionnaires (au 26 janvier 2021).
| The Vanguard Group                                      | 7,51 % |
| SSgA Funds Management                                   | 4,43 % |
| Capital Research & Management Co. (World Investors)     | 2,45 % |
| BlackRock Fund Advisors                                 | 2,36 % |
| Wellington Management Co. LLP                           | 1,85 % |
| Geode Capital Management LLC                            | 1,44 % |
| Northern Trust Investments                              | 1,39 % |
| Massachusetts Financial Services Co.                    | 1,14 % |
| Morgan Stanley Smith Barney LLC (Investment Management) | 1,12 % |

## Scandales

### Esclavage
La Banque a reconnu en janvier 2005 sa participation à l'esclavage aux États-Unis, avant que celui-ci ne soit aboli en 1865. En effet, les deux banques ancestrales qui ont, bien plus tard, fusionné pour devenir JPMorgan Chase, avaient accepté des milliers d'esclaves comme garanties pour des prêts.

### Lehman Brothers
Les ex-administrateurs de la Banque Lehman Brothers, qui a fait faillite en septembre 2008, ont déposé une plainte en mai 2010 contre JPMorgan Chase. JP Morgan aurait en effet illégalement soutiré plusieurs milliards de $ US à la banque en faillite, précipitant son dépôt de bilan.
Les administrateurs de Lehman Brothers ont affirmé que les dirigeants de JP Morgan, parmi lesquels le directeur James Dimon, ont obtenu des informations grâce à des contacts à la Banque centrale et au Trésor américain pour utiliser à leur avantage les graves difficultés de la banque.
Selon un document déposé devant le tribunal des faillites de New York, quatre jours avant que Lehman Brothers ne dépose son bilan, « JP Morgan a saisi 8,6 milliards de dollars de collatéraux de liquidités, y compris 5 milliards de dollars en numéraire au cours de sa dernière journée d'activité ».

### Affaire Madoff
La banque a été accusée de complicité dans l'escroquerie de Bernard Madoff en février 2011. La Banque, qui a par ailleurs été la banque de Bernard Madoff et de son organisation pendant plus de vingt ans, aurait découvert la tricherie bien avant que l'escroquerie ne soit dévoilée. Le liquidateur chargé de l'affaire a déclaré que « La plainte amendée (...) ajoute de nouvelles preuves et développe nos allégations précédentes selon lesquelles JPMorgan Chase a été un complice actif du schéma de Ponzi de Madoff ».
En conséquence, le liquidateur a réclamé la somme de 20 milliards $ US à la Banque pour dédommager les victimes.
Le 6 janvier 2014, le Wall Street Journal et le New York Times indiquent que JPMorgan Chase a accepté de verser 2 milliards de dollars aux autorités fédérales, menées par le procureur de Manhattan Preet Bharara et l'OCC (Office of the Comptroller of the Currency) afin d'éviter les poursuites.

### Tromperie dans les produits financiers liés à l'immobilier
La Banque avait commercialisé en avril 2007 un produit financier complexe lié à des prêts dans l'immobilier, sans informer les investisseurs du rôle joué par le fond « Magnetar Capital », un fond appartenant à la Banque dont le rôle était précisément de miser sur la baisse de ces produits financiers. Dix mois plus tard, les produits avaient perdu quasiment toute leur valeur, provoquant une perte cumulée totale de 126 millions $ US chez les investisseurs. Afin de mettre fin aux poursuites pour tromperie de l'organisme américain de contrôle des marchés financiers, la Banque a finalement accepté en juin 2011 de rembourser les investisseurs.

### Plainte d'Allstate
L'assureur américain Allstate a porté plainte en février 2011 contre la Banque pour vente frauduleuse de titres. JPMorgan Chase aurait vendu à Allstate pour 757 millions $ US de titres adossés à des prêts hypothécaires entre 2005 et 2008 en lui faisant croire que ces titres étaient sûrs, alors qu'en fait ils constituaient des actifs toxiques de prêts accordés à des personnes que la Banque savait insolvables.

### Plainte de l'État du Massachusetts
Les autorités de l'État du Massachusetts ont porté plainte en décembre 2011 contre cinq banques, dont JP Morgan, pour utilisation de pratiques inéquitables et trompeuses. Les Banques sont accusées d'avoir effectué des saisies de logement dont elles ne détenaient pas le prêt immobilier, de faux et usage de faux, d'avoir triché avec le cadastre en vigueur.

### Crise des subprimes
La banque, et en particulier sa filiale Washington Mutual, a joué un rôle important dans le secteur des prêts hypothécaires à risques participant au déclenchement de la crise des subprimes en 2008. En novembre 2013, un accord à l'amiable est conclu entre JP Morgan Chase et le département américain de la justice : la banque payera le montant record de 13 milliards de dollars, dont 2 milliards d'amende, et 4 milliards serviront à indemniser des particuliers,.

## Ratio de rémunération du PDG et celle de l'employé médian
Pour la première fois en 2018, une nouvelle règle de la Securities and Exchange Commission (SEC) imposée en vertu de la réforme financière Dodd-Frank de 2010 exige que les sociétés cotées en bourse informent comment leurs PDG sont rémunérés par rapport à leurs employés. Dans les documents publics, les entreprises doivent divulguer leurs « ratios de rémunération », c’est-à-dire la rémunération du PDG divisée par celle de l’employé médian.

### 2017
Selon les documents déposés auprès de la SEC, JPMorgan Chase &Co. a payé à son PDG 28 320 175 $ en 2017. Le travailleur moyen employé par JPMorgan Chase &Co. a reçu 77 799 $ en 2017 ; marquant ainsi un ratio de rémunération du PDG par travailleur de 364 pour 1. Bloomberg BusinessWeek du 2 mai 2013 a constaté que le ratio de la rémunération du PDG par rapport au travailleur type est passé d’environ 20 pour 1 dans les années 1950 à 120 pour 1 en 2000. 

### 2018
La rémunération totale du PDG Jamie Dimon en 2018, était de 30 040 153 $, et la rémunération totale de l’employé médian a été déterminée à 78 923 $. Le ratio de rémunération qui en a résulté a été estimé à 381 :1.

### 2021
Le 17 décembre 2021, JPMorgan Chase & Co. admet devant la SEC (Securities and Exchange Commission) être responsable d'« échecs généralisés en matière de tenue de dossiers » de la part de sa filiale de courtiers-négociants J.P. Morgan Securities LLC (JPMS) qui était accusée par la SEC de « manquements généralisés et de longue date de la société et de ses employés à maintenir et à préserver les communications écrites » enfreignant ainsi les lois fédérales sur les valeurs mobilières qui imposent depuis les années 1930 une tenue de registres et de livres de comptes qui sont un élément essentiel de l'intégrité du marché ; JPMorgan Chase & Co. accepte en conséquence de payer une amende de 125 millions de dollars ; une somme qui selon la SEC « reflète la gravité de ces violations. Les entreprises doivent partager la mission de protection des investisseurs plutôt que de l'entraver avec une tenue de registre incomplète ». Et de son côté, la Commodity Futures Trading Commission a aussi annoncé un règlement avec JPMS (et ses entités affiliées) pour des conduites connexes. JPMorgan Chase & Co. s'engage à mettre en œuvre de sérieuses améliorations à ses contrôles de conformité.
La SEC rappelle à cette occasion que toute communications liée aux activités du groupe doivent être enregistrées de manière appropriée et conservée. Les échanges professionnels ne doivent donc jamais être menés hors des canaux officiels, ce qui permet d'échapper à la surveillance normale du marché par les autorités ad hoc et prive la SEC de preuves et de sources potentielles d'informations. 
Or, les contrôles faits pour la période de janvier 2018 à novembre 2020 ont montré que les employés de JPM communiquaient souvent à propos de questions commerciales liées aux valeurs mobilières sur leurs appareils personnels, et en utilisant des messages texte, WhatsApp voire des comptes de messagerie personnels, aucun de ces messages n'ont été conservé par la société, en contradiction avec les lois fédérales sur les valeurs mobilières. et Ces manquements n'étaient pas cachées dans l'entreprise et JPMS reconnait que ceci « concerne toute l'entreprise y compris les superviseurs, superviseurs seniors, les directeurs généraux et même les agents responsables de la mise en œuvre et du respect des politiques et procédures de JPMS ». Ces manquements de la part de JPMorgan « ont entravé plusieurs enquêtes de la Commission et ont obligé le personnel à prendre des mesures supplémentaires qui n'auraient pas dû être nécessaires » ; 
Gary Gensler, président de la SEC, a rappelé à cette occasion que « malheureusement, dans le passé, nous avons vu des violations sur les marchés financiers qui ont été commises en utilisant des canaux de communication non officiels, comme le scandale des changes en 2013. L'obligation de constituer des livres et des registres aident la SEC à mener ses importants examens et son travail d'application. Ils renforcent la confiance dans notre système (...) ».